# Karl Franz Rudolph von Liechtenstein

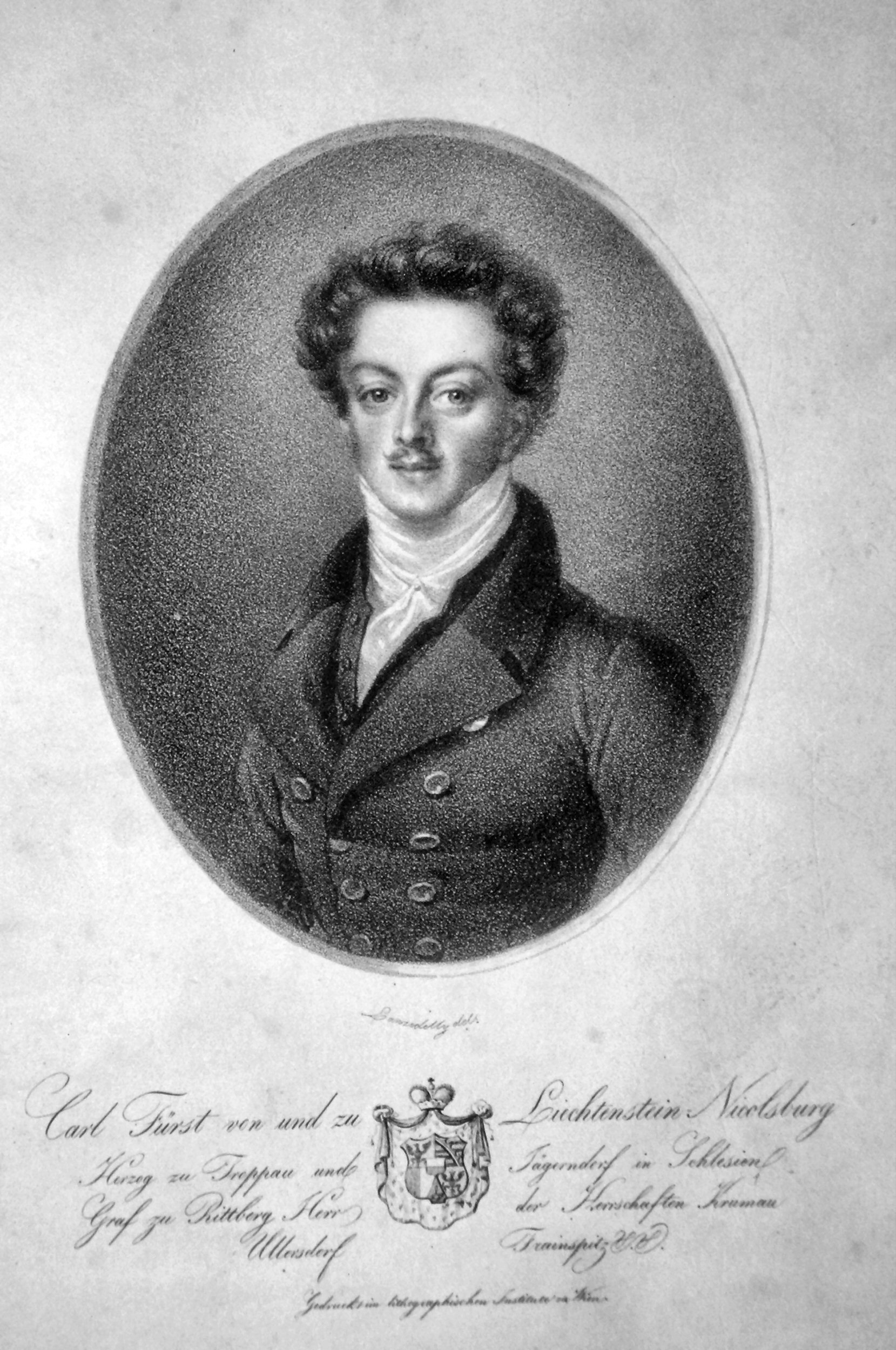
Karl Franz Anton von Liechtenstein

Fürst Karl Joseph Franz Xaver Johannes Rudolph Capistranus von Liechtenstein (* 23. Oktober 1790 in Wien; † 7. April 1865 ebenda) war k.u.k General der Kavallerie und Ritter des Goldenen Vlieses.

## Leben
Karl Franz Rudolph von Liechtenstein war Sohn des Fürsten Karl Joseph Emanuel Albinus von Liechtenstein (* 1765; † 1795) und dessen Ehefrau der Gräfin Maria Anna von Khevenhüller-Metsch (* 1770; † 1849).

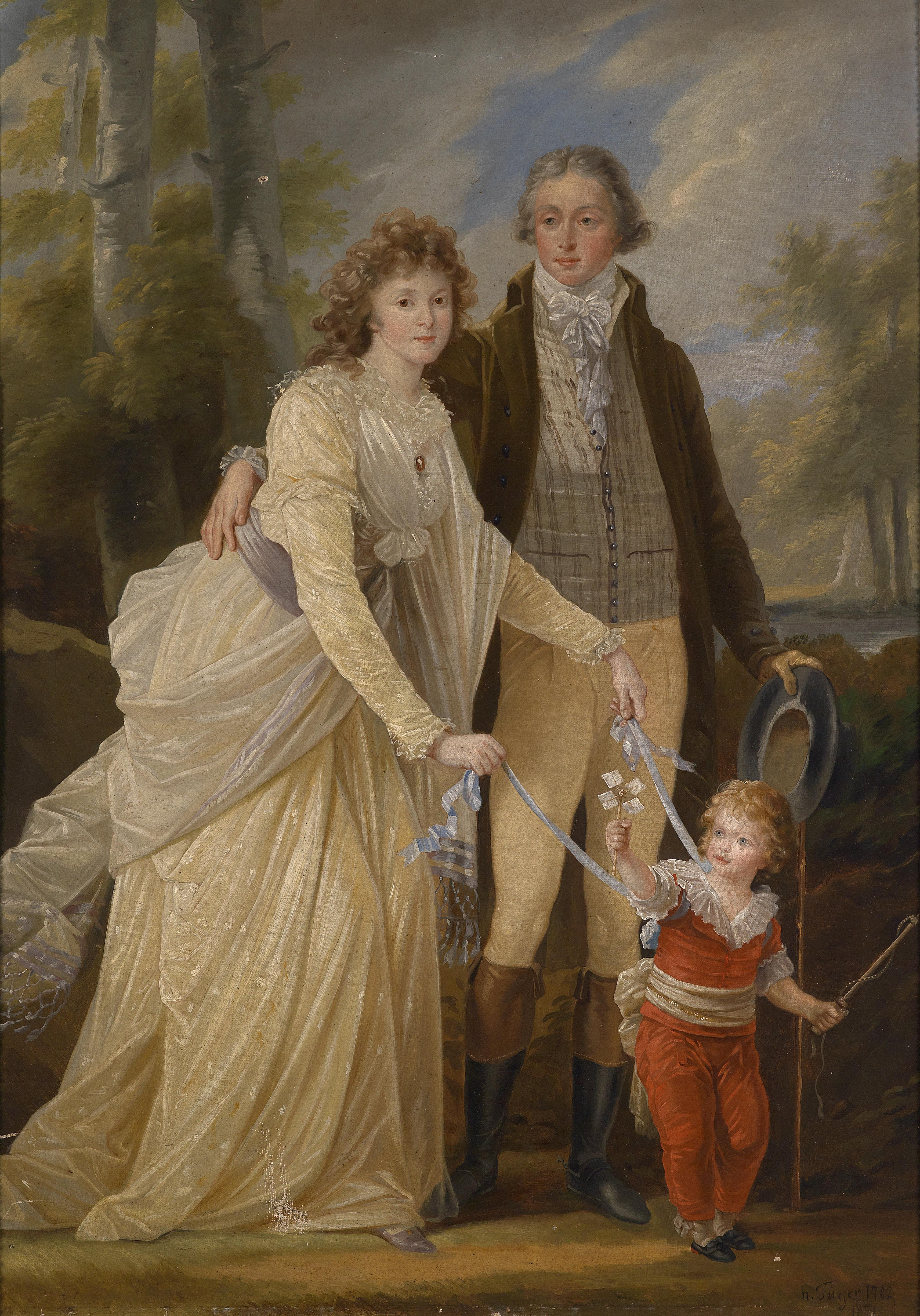
Karl mit seinen Eltern, Karl Joseph Emanuel Albinus von Liechtenstein und Maria Anna Josepha, Gräfin von Khevenhüller-Metsch, 1871, Kopie eines Originalgemäldes von Heinrich Friedrich Füger aus dem Jahr 1792

Er erhielt seine Bildung zu Hause und ging im Dezember 1810 in österreichische Dienste. Er kam als Unterlieutenant in das 3. Ulanen-Regiment und stieg dort zum Oberlieutenant auf. Anschließend wurde er als Rittmeister in das Husaren-Regiment (Fürst Liechtenstein) versetzt, danach kam er als erster Rittmeister in das Ulanen-Regiment Nr. 2 (Fürst Schwarzenberg).
Während der Befreiungskriege kämpft er in den Jahren 1813 und 1814 im südlichen Deutschland, in der Schweiz, in Frankreich und in Savoyen. Er zeichnete sich bei den Gefechten bei St. Julien aus. Er war Adjutant des Feldmarschall-Lieutenants  Klebelsberg. Als Napoleon 1815 zurückkehrte, war er bei der Armee in Frankreich und nahm an Gefechten vor Paris teil. Nach dem Krieg verließ er im Jahr 1819 wegen seiner Heirat die Armee.
Im Jahr 1824 kehrte er als erster Rittmeister in das 4. Ulanen-Regiment zurück. In den folgenden Jahren stieg er zum Major und Oberstleutnant in den Kürassier-Regimentern (Prinz Lothringen) und (Graf Wallmoden) auf, danach wurde er zweiter Oberst im Chevauxlegers-Regiment (Graf Nostiz). Im Jahr 1830 kam er als Oberst und Kommandeur in das Husaren-Regiment (König von Preußen), 1834 wurde er dort zum Generalmajor befördert.
Anschließend erhielt er eine Brigade in Mähren, aber bereits 1836 kam er als Kommandeur einer Infanterie-, später einer Kavallerie-Brigade zurück nach Wien. Ebenfalls 1836 wurde er Leiter des Militär-Equitations-Institut in Salzburg. Dort standardisierte er die Lehrmethoden für die Pferde. Im Jahr 1840 wurde er Regimentschef des 5. Chevauxlegers-Regiments (später Ulanen-Regiment Nr. 9).
Im Jahr 1842 wurde er in Wien zum Hofkriegsrat ernannt. Außerdem wurde er mit diplomatischen und militärischen Missionen an den Höfen von Russland, Preußen, Frankreich und England betraut.
Er wurde 1844 zum Feldmarschall-Lieutenant befördert, wegen eines Augenleidens musste er 1847 in den Ruhestand gehen.
Im Frühjahr 1849 wurde er zum Geheimen Rat und zum ersten Obersthofmeister ernannt. Im gleichen Jahr erhielt er die Genehmigung außer Gebrauch gesetzten Divisionsstandarten seines Regiments in Kapelle seines Schlosses zu Groß Ullersdorf in Mähren aufbewahren.
Im Jahr 1851 wurde er zum General der Kavallerie ernannt. Außerdem erhielt er am 18. April 1861  die Ernennung zum Reichsrat.
Er war Träger des Orden vom Goldenen Vließ sowie des Großkreuz des St. Stephan-Ordens (13. September 1849) und Auszeichnungen fast aller europäischen Souveräne.

## Familie
Er heiratete 1819 Franziska von Wrbna-Freundenthal (* 8. Dezember 1799; † 6. Juli 1863), Tochter von Rudolph von Wrbna. Das Paar hatte mehrere Kinder:
- Anna Theresia Franziska Ludovika Josepha Caroline (* 25. August 1820; † 17. März 1908) ⚭ Fürst 1841 Ferdinand von und zu Trauttmansdorff-Weinsberg (* 11. Juni 1803; † 31. März 1859)
- Theresia Marianna Franziska Caroline Thaddäa (* 28. Oktober 1822; † 4. November 1824)
- Maria Eleonora Josepha Franziska Marianne (* 1. Oktober 1825; † 3. Mai 1827)
- Karl Rudolf (* 19. April 1827; † 16. Januar 1899), ab 1861 Fürst zu Liechtenstein
- Maria Anna Josepha Carolina Franziska Theresia Agnatia (* 30. Juli 1828; † 15. Februar 1830)
- Maria Elisabeth Caroline Franziska Stanislausa (* 13. November 1832; † 14. März 1894) ⚭ 1858 Hugo Karl zu Salm-Reifferscheidt-Raitz (* 9. November 1832; † 12. Mai 1890), Sohn von Hugo Karl Eduard zu Salm-Reifferscheidt
- Franziska Xaveria Marianna Elisabeth Wolfganga (* 30. Oktober 1833; † 5. Juni 1894) ⚭ 1865 Prinz Joseph von Arenberg (* 8. August 1833; † 3. Oktober 1896)
- Maria Josepha Elisabeth Theresia Karolina Januaria (* 19. September 1835; † 11. Juni 1905) ⚭ 1856 Ferdinand Bonaventura Kinsky von Wchinitz und Tettau (* 22. Oktober 1834; † 2. Januar 1904)
- Rudolf Eugen Cresantius Ferdinand Karl (* 18. April 1838; † 15. Dezember 1908), ab 1899 Fürst zu Liechtenstein und letzter Vertreter dieser Linie